# Isosaari (ö i Finland, Södra Savolax, S:t Michel, lat 61,86, long 27,20)
Isosaari är en ö i Finland. Den ligger i sjön Ihastjärvi och i kommunen Sankt Michel i den ekonomiska regionen  S:t Michel och landskapet Södra Savolax, i den södra delen av landet, 220 km nordost om huvudstaden Helsingfors. Öns area är 1 hektar och dess största längd är 210 meter i nord-sydlig riktning.